# NGC 16
NGC 16 (również PGC 660 lub UGC 80) – galaktyka soczewkowata (E/SB0), znajdująca się w gwiazdozbiorze Pegaza. Odkrył ją William Herschel 8 września 1784 roku.